# Bolitoglossa pygmaea
Bolitoglossa pygmaea es una especie de salamandras en la familia Plethodontidae. Su nombre específico se debe a su tamaño diminuto; se trata de la menor de las especies conocidas de su género.
Es endémica del Cerro Fábrega, Panamá; quizá en la zona adyacente de Costa Rica.